# زاك بووغس
زاك بووغس (بالإنجليزية: Zak Boggs) (25 ديسمبر 1986 بمارييتا في الولايات المتحدة - ) هو لاعب كرة قدم أمريكي في مركز الهجوم. لعب مع نيو إنجلاند ريفولوشن وتامبا باي راوديز ‏ وCharlotte Eagles ‏ وبارو تاون وبيتسبورغ ريفرهوندز وIMG Academy Bradenton ‏.

## وصلات خارجية
- زاك بووغس على موقع الدوري الأمريكي (الإنجليزية)
- زاك بووغس على موقع قاعدة بيانات كرة القدم.إي يو (الإنجليزية)